# قانون اجتماعات الشغب
قانون اجتماعات الشغب هو قانون أقره البرلمان البريطاني في ديسمبر 1795م (36 جيو 3، 8)؛  وكان الغرض منه هو تقييد حجم الاجتماعات العامة إلى خمسين شخصًا.
كانت الثانية من «الأثنان» المعروفين (المعروفان أيضًا باسم «أعمال الإسكات» أو «غرينفيل وبيت بيلز»)، والأخرى هي قانون الخيانة 1795. كما تطلب ترخيصًا قضائيًا لإلقاء المحاضرات والمناظرات حيث تم فرض رسوم على القبول وتناقش السياسات.

## خلفية
كان هذا التشريع فعالا بشكل معقول. ومع ذلك، شريطة أن يقتصر أندية اليعاقبة في اليوبيلين على خمسين شخصًا وتجنب المقابلة، فقد تمكنوا من مراوغة قانون اجتماعات الفتن. أيضا، تم إعاقة التصرفات ضد الأفراد من أجل الكلمات المثير للفتنة، الخيانة أو التجديف كجواسيس والكتاب المختلفين لا يمكن نسخها بسهولة غير المكتشفة في مثل هذه البيئة. يمكن للمعارضين في ألهاوس أن ينقلوا المشاعر المعادية للمؤسسة بطرق مائلة كان من الصعب مقاضاتها في محكمة قانونية.